# Guy Gentner
 (avril 2013).
Si vous disposez d'ouvrages ou d'articles de référence ou si vous connaissez des sites web de qualité traitant du thème abordé ici, merci de compléter l'article en donnant les références utiles à sa vérifiabilité et en les liant à la section « Notes et références ».
Guy Genther est un homme politique canadien, il est élu à l'Assemblée législative de la Colombie-Britannique lors de l'élection de 2005 sous la barrière du Nouveau Parti démocratique provinciale qui représente la circonscription électorale de Delta-Nord.
Quatre ans plus tard, il est réélu député lors de l'élection de 2009, face à la libérale Jeannie Kanakos. 
Il ne sera pas présent à l'élection de 2013.